# Постоље
Постоље је насељено мјесто у општини Сребреница, Република Српска, БиХ. Према попису становништва из 1991. у насељу је живјело 104 становника.

## Становништво 1991.
Према попису становништва из 1991. године, мјесто је имало 104 становника.